# Tour de Siam
O Tour de Siam (oficialmente: Tour of Siam) foi uma carreira ciclista profissional por etapas que se disputava na Tailândia, no mês de janeiro. Seu nome deve-se ao reino de Siam antigo nome da Tailândia.
Criou-se com a criação dos Circuitos Continentais da UCI em 2005 fazendo parte do UCI Asia Tour, dentro da categoria 2.2 (última categoria do profissionalismo). Sua última edição foi em 2007.
Sempre teve entre 6 (5 mais prólogo na sua primeira edição) e 7 etapas.

## Palmarés

### Pódios
| Ano  | Ganhador           | Segundo            | Terceiro              |
| ---- | ------------------ | ------------------ | --------------------- |
| 2005 | Shinichi Fukushima | David McCann       | Jamsran Ulzii-Orshikh |
| 2006 | Thomas Rabou       | Shinichi Fukushima | Michael Berling       |
| 2007 | Jai Crawford       | Yukihiro Doi       | William Ford          |

### Classificações secundárias
| Ano  | Pontos           | Montanha           | Jovens        | Melhor asiático                  | Equipas                 |
| ---- | ---------------- | ------------------ | ------------- | -------------------------------- | ----------------------- |
| 2005 | Eddy Hollands    | Shinichi Fukushima | Dong Hun Kim  | Predefinição:SEMb Wei Sheng Yang | Marco Polo Cycling Team |
| 2006 | Dean Iversen     | Não se entregou    | Robert Wijaya | Robert Wijaya                    | Marco Polo Cycling Team |
| 2007 | Takashi Miyazawa | Jai Crawford       | Jai Crawford  | Iman Suparman                    | Polygon Sweet Nice      |

## Palmarés por países
| País          | Vitórias |
| ------------- | -------- |
| Japão         | 1        |
| Países Baixos | 1        |
| Austrália     | 1        |